# Antena Pachamama
Antena Pachamama es el sexto disco de la banda argentina Karamelo Santo, editado en 2007 por Sony BMG. Producidos artísticamente por Lucas Villafañe y grabados en El Cangrejo Records (su estudio propio ubicado en La Boca) y en El Abasto Monsterland.
Mezcla los estilos reggae, rock, ska, folklore y chamamé.
Le suceden los discos «El baile oficial» de 2009, y «Karamelo Santo» de 2011.

## Lista de temas
1. Luna loca
2. No anda
3. La lava
4. Hoy
5. La culebra del amor
6. La experiencia del desierto
7. Noche de putas (un hombre que cambia de religiones hasta que encuentra la felicidad con una prostituta).[4]
8. So much trouble in the world (*)
9. La piedra en el agua
10. Hitler en la radio (inspirado en un conductor de Barcelona que los trató mal en una entrevista).[4]
11. Han matado un niño
12. Refugees
13. No tan distintos (1989) (**)

(*) Versión original de Bob Marley.
(**) Versión original de Sumo. Primer corte de difusión.